# Powerformer
Powerformer är en generator utvecklad av ABB på 1990-talet och slutligen lanserad 1998. 
Powerformern är en högspänningsgenerator och kan därför direktanslutas till elnätet utan mellanliggande transformator, vilket minskar effektförlusterna med upp till tre procent. Ansvarig för utvecklingen var Mats Leijon, idag professor vid Uppsala universitet. Totalt tillverkades sex stycken generatorer, varav fem sitter i vattenkraftverk, tre svenska (Porjus, Porsi och Höljebro) samt ett japanskt och ett kanadensiskt. Den sjätte var en ångkraftsgenerator som levererades till Eskilstuna Energi och miljös kraftvärmeverk. Efter två haverier i den sistnämnda beslutade man att byta ut denna mot en konventionell generator med transformator. 2006 inträffade även haveri vid generatorn i Höljebro vilket ledde till att man även där bytte ut generatorn.
ABB lät Alstom Power tillverka generatorn på licens och efter ett antal år lades projektet ner. 